# Христо Георгиев
Вижте пояснителната страница за други личности с името Христо Георгиев.
Христо Георгиев Недев е български предприемач, банкер, дарител, по-малък брат на Евлоги Георгиев.

## Биография
Христо Георгиев е роден през 1824 г. в Карлово в семейството на Георги Недев и Евдокия Пулиева от близкото село Васил Левски.
Част от архивите му се съхраняват във фонд №7 на Българския исторически архив в Националната библиотека „Св. св. Кирил и Методий“.

## Бизнес дела
В началото на 1839 г. братята на майка им – Христо и Никола Пулиеви, привличат за съдружник Евлоги. Христо Пулиев влиза в съдружието с 68 000 гроша, Никола – 50 000, а Евлоги – 27 000. Скоро в Галац пристига и брат му Христо.
В началото на 50-те години на 19 век братята Георгиеви влизат в делови отношения с гръцката фирма „Теолого“ в Манчестър и внасят различни продукти от Англия.

## Дарителства
- С парите на Евлоги и Христо Георгиеви е създаден Софийски университет.
- Даряват средства за построяване на Александровска болница в София.
- Част от състоянието на Димитър Ценов отива за построяването на Стопанска академия в Свищов.
- Владиката Панарет Рашев дарява 10 000 жълтици на Търновската община за откриване на духовно училище и други 5000 за издръжката на Народно читалище „Надежда“.

## Памет
На Христо Георгиев и неговия брат е наречен булевард „Евлоги и Христо Георгиеви“ в София (Карта).